# 10 Tauri
10 Tauri ist ein Stern im Sternbild Stier, der rund 45,5 Lichtjahre von der Sonne entfernt ist. Er ist in einem ähnlichen Alter wie die Sonne, aber massereicher und heißer als sie. Die Spektralklasse F9IV-V deutet an, dass 10 Tauri im Begriff ist, die Hauptreihe zu verlassen und sich von einem Hauptreihenstern zu einem Unterriesen zu entwickeln.
10 Tauri ist möglicherweise ein spektroskopischer Doppelstern. Durch die beiden Weltraumteleskope IRAS und ISO konnte ein Infrarotexzess beobachtet werden, der als Trümmerscheibe um 10 Tauri gedeutet wird.